# Dolichoperoididae
Famille
Les Dolichoperoididae sont une famille de trématodes de l'ordre des Plagiorchiida.

## Taxinomie
Cette famille ne compte que deux genres monotypiques[réf. nécessaire] :
- Dolichopera Nicoll, 1914
  - Dolichopera parvula Nicoll, 1914
- Dolichoperoides Johnston & Angel, 1940
  - Dolichoperoides macalpini (Nicoll, 1914)

### Publication originale
- (en) T. Harvey Johnston et L. Madeline Angel, « The Morphology and Life History of the Trematode, Dolichopera macalpini Nicoll », Transactions of the Royal Society of South Australia, Taylor & Francis, vol. 64,‎ 10 octobre 1940, p. 376-387 (ISSN 0372-1426 et 2204-0293, lire en ligne).